# Superpartner
U fizici elementarnih čestica, superpartner je hipotetska elementarna čestica. Supersimetrija je jedna od teorija fizike elementarnih čestica koja predviđa postojanje ovih čestica, takozvanih "sjena". 
Naziv superpartner je spoj riječi supersimetrija i partner, drugi naziv je superčestice.

## Teoretska predviđanja
Prema teoriji supersimetrije, svaki fermion bi trebao imati bozon kao partnera. Kada su leptoni, fotoni i kvarkovi nastali u velikom prasku, svaki je imao svog superpartnera: sleptoni, fotini i squarkovi. Ovo se događalo kada je svemir prolazio kroz nagle i različite promjene stanja. Teoretičari vjeruju da se ovo dogodilo u veoma malom djelu nanosekunde(preciznije 10−35 sekundi) prije nego što su se čestice koje vidimo danas "kondezirale" u prostor-vrijeme te se "zamrznule". Superčestice ne postoje od tad.
Točna, neprekinuta superstimetrija bi predvidjela da superpartneri imaju jednaku masu. Superpartneri čestica Standardnog modela još nisu pronađeni. Ovo bi mogao biti pokazaelj da je supersimetrija netočna ili bi mogao biti rezultat toga da supersimetrija nije precizna, neprekinuta.
U produženoj supersimetriji može postojati više od jedne super čestice po zadanoj čestici. Na primjer, s dvije kopije supersimetrije u četiri dimenzije, foton bi imao dva fermionska superpartnera i skalarnog superpartnera.
U nula dimenzija(poznatije kao Mehanika matrice) moguće je imati supersimetriju, ali ne i superpartnere. Ovo samo vrijedi u situacijama kada supersimetrija ne podrazumijeva postojanje superpartnera.

## Ponovno stvaranje superpartnera
Ako je teorija supersimetrije točna, trebalo bi biti moguće ponovno stvoriti te čestice u akceleratorima čestica koji rade s visokim energijama. To nije lagan zadatak; te čestice mogu imati znatno veće mase nego njihove odgovarajuće "stvarne" čestice.
Do nedavno, akceleratori čestica nisu imali dovoljno energije da stvore te teške čestice, ali Veliki hadronski sudarivač u CERN-u bi trebao biti sposoban ostvariti sudare pri otprilike 14 TeV(tetra-elektron-volt), što bi moglo biti dovoljno za otkriće superpartnera.

## Unutarnje poveznice
- Veliki hadronski sudarivač
- CERN

## Vanjske poveznice
- Argonne National Laboratory  Arhivirana inačica izvorne stranice od 3. veljače 2004. (Wayback Machine)
- Veliki hadronski sudarivač
- CERN-ova službena stranica  Arhivirana inačica izvorne stranice od 6. prosinca 2012. (Wayback Machine)